# Tracey Seaward
Tracey Seaward é uma produtora cinematográfica britânica. Como reconhecimento, foi nomeado ao Oscar 2014 na categoria de Melhor Filme por Philomena.